# 马丁·赫尔瓦特
马丁·赫尔瓦特（德語：Martin Höllwarth，1974年4月13日—），奥地利男子跳台滑雪运动员。他曾代表奥地利参加1992年、1998年和2002年冬季奥林匹克运动会跳台滑雪比赛，获得三枚银牌和一枚铜牌。